# Sheer korma
El sheer korma o sheer khurma (en urdú شیر خرما, ‘llet amb dàtils') és un plat dolç típic de la cuina de l'Índia i del Pakistan. Es tracta d'un púding elaborat amb fideus fins, llet, safrà, sucre i dàtils, així com diverses espècies i ghee. No existeix una manera o recepta única de preparació, i cada cada cuiner el prepara amb aquests ingredients seguint els seus propis gustos o els de la tradició familiar. Se sol preparar en les grans celebracions, generalment pels musulmans a l'Id al-Fitr, on se sol servir com un esmorzar.